# Cratichneumon floridensis
Cratichneumon floridensis là một loài tò vò trong họ Ichneumonidae.